# Sandøyfjorden (Tvedestrand)
Sandøyfjorden er en fjord i Tvedestrand kommune i Agder fylke i Norge. Den ligger mellem Askerøya i nord og Sandøya i syd.
Indløbet er i øst og fjorden går 6 km  mod vest til Snaresund, hvor den krydses af en 40 meter lang bro der fører Fylkesvei 109  over til Borøya. Mellem Borøya og Sandøya ligger Hagefjorden, som munder ud i Sandøyfjorden.